# Franz Josef Fieger
Franz Josef Fieger (* 8. April 1921 in Lechenich; † 29. September 2022 in Düsseldorf) war ein deutscher Kaufmann.

## Leben

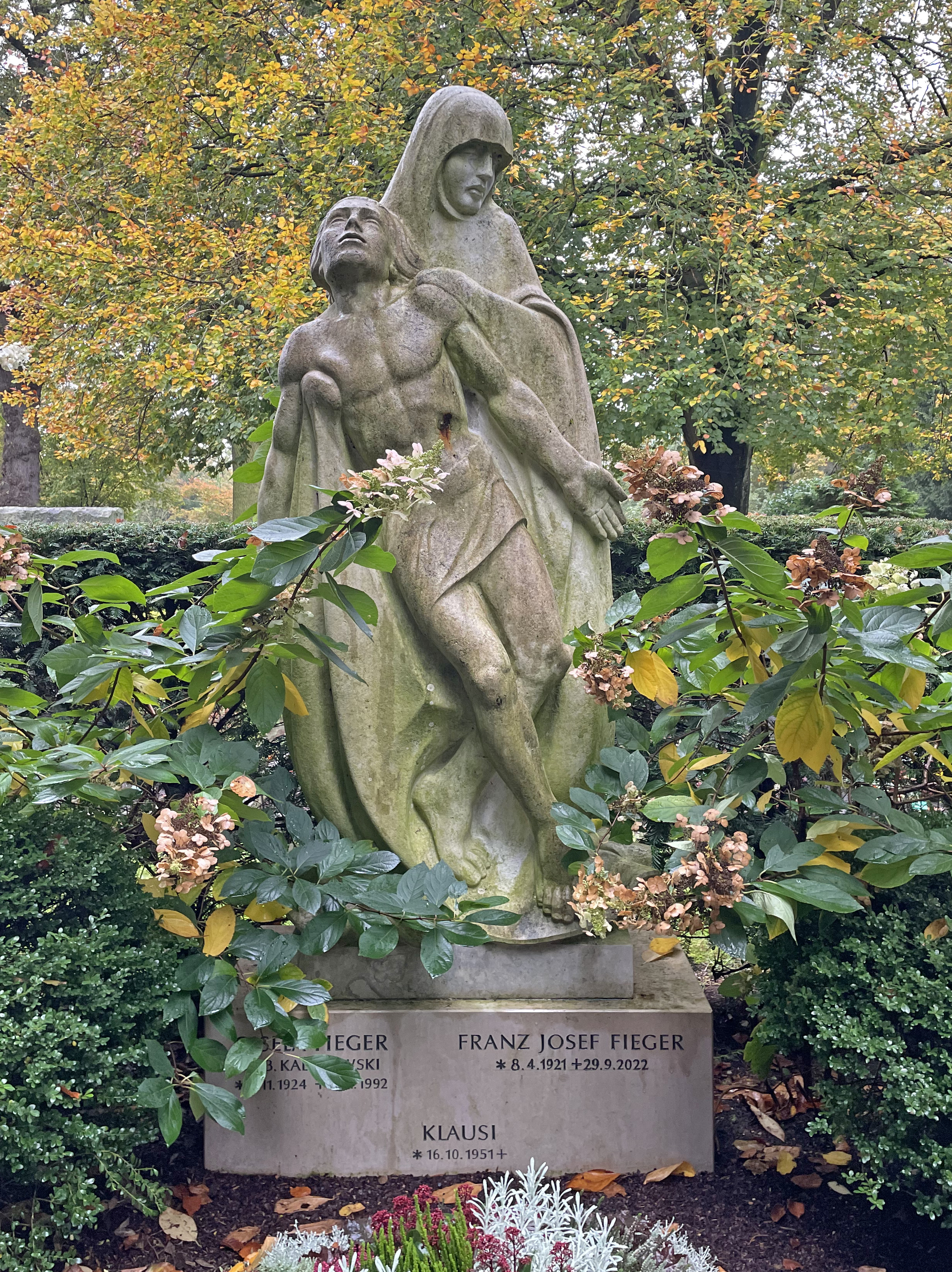
Grabstätte Fieger, Nordfriedhof Düsseldorf

Franz Josef Fieger war der Sohn aus der Ehe des Arztes Josef Fieger und Anna geb. Rössler. Er besuchte die Schule in St. Wolfgang und absolvierte die Höhere Fachschule für Textileinzelhandel. Fieger war Soldat im Zweiten Weltkrieg und konnte aus der Kriegsgefangenschaft fliehen.
Er war als Unternehmer im Textileinzelhandel, später mit der Franz Josef Fieger KG in der Vermögensverwaltung und als Immobilienentwickler tätig. Ebenso verwaltete er die Dr.-Josef-Fieger-Stiftung seiner Eltern und war selbst mit mehreren Stiftungen für Notleidene engagiert. 1958 wurde er Honorarkonsul von Panama für Nordrhein-Westfalen.
Er heiratete 1946 Gisela geborene Kalinowski (1924–1992) und war seit 1992 verwitwet. Aus der Ehe geht 1951 ein Sohn, genannt Klausi, hervor. Franz Josef Fieger starb am 29. September 2022 im Alter von 101 Jahren.

### Ritterorden vom Heiligen Grab zu Jerusalem
1966 wurde Franz Josef Fieger von Kardinal-Großmeister Eugène Kardinal Tisserant zum Ritter des Ritterordens vom Heiligen Grab zu Jerusalem ernannt und am 22. Februar 1966 in Kölner Dom durch Lorenz Kardinal Jaeger, Großprior der deutschen Statthalterei, investiert. Er war Schatzmeister der Deutschen Statthalterei sowie Präsident der Rheinisch-Westfälischen Ordensprovinz. In der Ära von Statthalter Johannes Binkowski und Großprior Franz Kardinal Hengsbach war er von 1981 bis 1991 Ordenskanzler. Ihm folgte Hubert Rohde.
Er war Großkreuzritter des Ordens und Ehrenkanzler. Fieger war ein herausragender Kenner des Heiligen Landes. Seine Frau gehörte dem Orden ebenfalls seit 1968 als Komturdame an.

## Ehrungen und Auszeichnungen
- 1981: Ritter des päpstlichen Ordens des Heiligen Gregor des Großen
- 1991: Ehrenkanzler der Deutschen Statthalterei des Ritterordens vom Heiligen Grab zu Jerusalem
- 2017: Komtur des Gregoriusordens für sein ehrenamtliches Engagement[8]
- Großkreuzritter des Ritterordens vom Heiligen Grab zu Jerusalem
- Träger der Goldenen Palme von Jerusalem des Ritterordens vom Heiligen Grab zu Jerusalem
- Honorarkonsul von Panama in Nordrhein-Westfalen
- Träger des Ordens „Vasco Núnez de Balboa“